# Mount Taranaki
Mount Taranaki, ook wel Mount Egmont (Maori: Taranaki Maunga), genoemd is een 2518 meter hoge slapende vulkaan op het Noordereiland van Nieuw-Zeeland en is waarschijnlijk meer dan 70.000 jaar geleden gevormd. De berg is heilig voor de Maori's. De laatste uitbarsting was in 1775.
Mount Taranaki vormt het centrum van het nationaal park Egmont, een van de dertien nationale parken in Nieuw-Zeeland, met een oppervlakte van 335 km². Alle gebied in een straal van 9,6 kilometer (6 mijl) om de vulkaan vormt een beschermd gebied. 

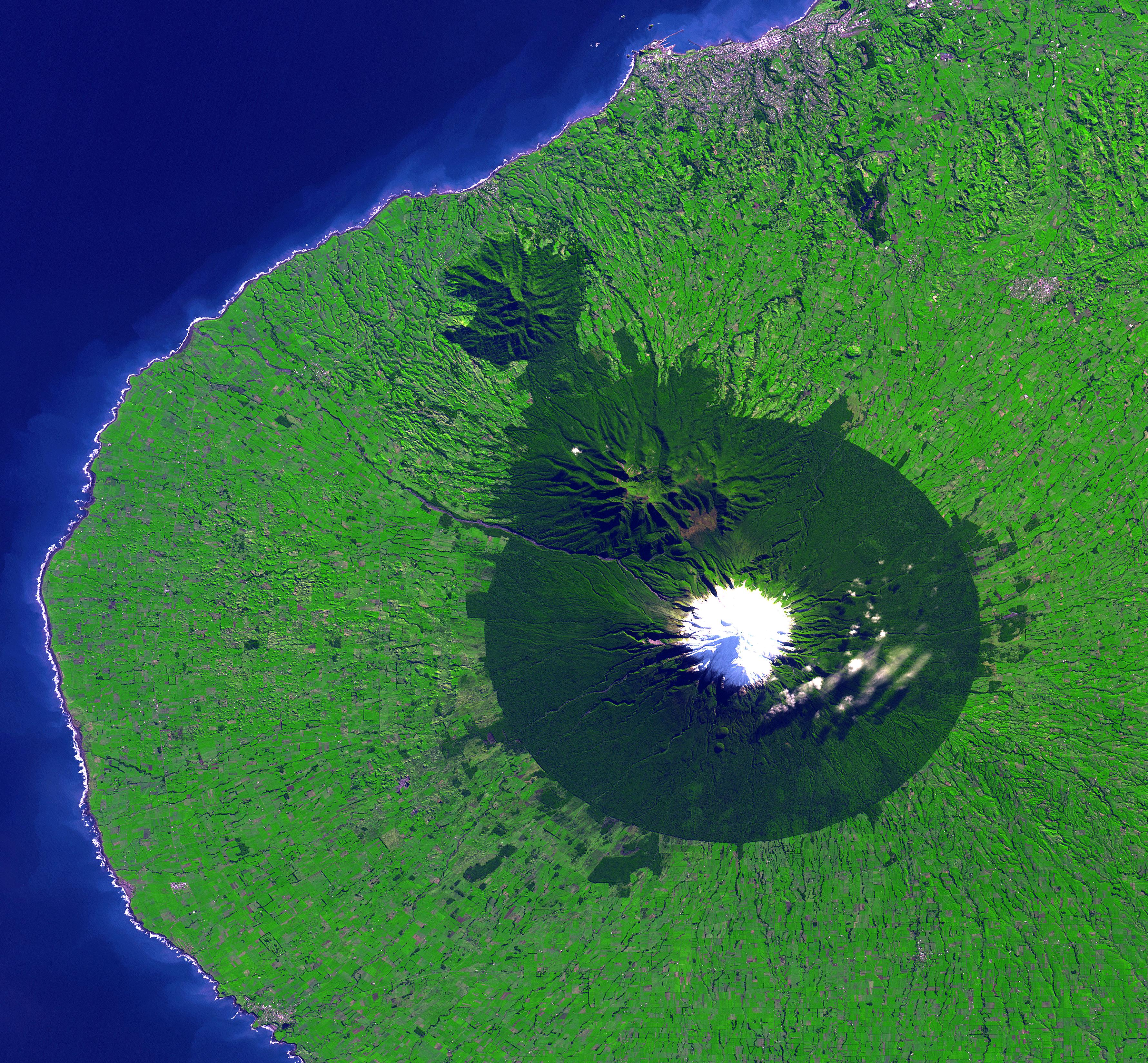
Satellietfoto van het cirkelvormige nationaal park Egmont